# Воинские звания в Вооружённых силах Украины
Военные звания Украины — система рангов, которая была образована в марте 1992 года после принятия Закона Украины «О воинской обязанности и военной службе».
Вооруженные силы Украины имеют два типа рангов – армейские, которые используются Сухопутными войсками и Воздушными силами, и морские – для ВМС.
В воинские звания лиц офицерского состава юридической, медицинской и капелланской служб добавляются слова «юстиции», «медицинской службы», «капелланской службы».
Согласно законам Украины № 205-IX от 17 октября 2019 года по сержантским званиям и № 680-IX от 4 июня 2020 года по новым генеральским званиям, которые вступили в силу 1 октября 2020 года.

## Воинские званияВСУ

### Воинские звания ВСУ (с 2016)

#### Реформа 2016 года
В конце июля 2015 года Президент Украины Пётр Порошенко заявил, что Украине необходимо ввести новую систему военных рангов, которая опирается на украинские военные традиции «и соответствует структуре воинских званий стран НАТО».
Эта реформа должна наконец привести ранговые знаки различия Вооруженных сил Украины в соответствие с ранговой системой ее партнеров из стран НАТО и остальным миром, и, в случае успеха, принести традиции украинских казаков и армий независимой Украины: Армии УНР периода Советско-украинской войны и Украинской революции , и Украинской повстанческой армии периода Второй мировой войны.
Впервые новые знаки были показаны на параде в честь дня независимости 2016 года.
Поскольку Украина не является страной – членом НАТО, кодировка званий армий НАТО согласно STANAG 2116 приведена для сопоставления.
Цвета основы погона в зависимости от рода войск.
| Сухопутные и Десантно-штурмовые войска | Воздушные силы | Силы специальных операций | Военно-морские силы |
| -------------------------------------- | -------------- | ------------------------- | ------------------- |
|                                        |                |                           |                     |

| Войсковые звания                                              | Солдат | Старший солдат | Младший сержант     | Сержант             | Старший сержант  | Главный сержант              | Штаб-сержант  | Мастер-сержант  | Старший мастер-сержант  | Главный мастер-сержант  | Младший лейтенант | Лейтенант | Старший лейтенант | Капитан           | Майор             | Подполковник     | Полковник       | Бригадный генерал | Генерал-майор | Генерал-лейтенант | Генерал |
| Погоны к форме СВУ, ДШВУ, ВоСУ, ССО, Сухопутный компонент ВМС |        |                |                     |                     |                  |                              |               |                 |                         |                         |                   |           |                   |                   |                   |                  |                 |                   |               |                   |         |
| Звания ВМС                                                    | Матрос | Старший матрос | Старшина 2-й статьи | Старшина 1-й статьи | Главный старшина | Главный корабельный старшина | Штаб-старшина | Мастер-старшина | Старший мастер-старшина | Главный мастер-старшина | Младший лейтенант | Лейтенант | Старший лейтенант | Капитан-лейтенант | Капитан III ранга | Капитан II ранга | Капитан I ранга | Коммодор          | Контр-адмирал | Вице-адмирал      | Адмирал |
| Погоны к форме ВМС                                            |        |                |                     |                     |                  |                              |               |                 |                         |                         |                   |           |                   |                   |                   |                  |                 |                   |               |                   |         |
| ------------------------------------------------------------- | ------ | -------------- | ------------------- | ------------------- | ---------------- | ---------------------------- | ------------- | --------------- | ----------------------- | ----------------------- | ----------------- | --------- | ----------------- | ----------------- | ----------------- | ---------------- | --------------- | ----------------- | ------------- | ----------------- | ------- |

#### Реформа 2020 года
17 октября 2019 года Верховная Рада Украины приняла закон №205-IX «О внесении изменений в некоторые законодательные акты Украины (об исполнении воинской обязанности и прохождении военной службы)», которым предусмотрено изменение званий сержантского состава. Закон был подписан Президентом.
В отношении воинских званий закон вступил в силу через 10 месяцев со дня опубликования — 1 октября 2020 года. 4 июня 2020 года принят Закон №680-IX «О внесении изменений в некоторые законодательные акты Украины относительно воинских званий военнослужащих» (новая шкала генеральских званий), который 22 июля 2020 года был окончательно одобрен Президентом Украины (вступил в силу 1 октября 2020 года).
Реформирование званий старшего сержантского и старшинского состава состоялось достаточно «прозрачно» и просто: бывшие прапорщики переаттестованы как штаб-сержанты, а старшие прапорщики — мастер-сержанты. Более сложный вид имеет реформирование, связанное с высшим офицерским составом всё произошло сложнее. Планировалось, что высшие офицеры сохранят количество «звёзд» на погонах, но при этом название звания станет «ниже». Однако, согласно Закону Украины, действующие высшие офицеры сохранили звания, полученные до 1 октября 2020 года. Окончательно приведен порядок со знаками различения высшего офицерского состава приказом МО №398 от 4 ноября 2020 года (вступил в силу 22 декабря 2020 года). Количество звёзд на погонах высших офицеров установлено аналогично с армиями НАТО. Генерал-полковник как переходное звание получил отдельный погон с четырьмя «звёздами», расположенными ромбом. Трехзвёздочный адмирал получил погон с четырьмя «звёздами», расположенными ромбом, а новый четырехзвездный адмирал — погон с четырьмя «звёздами», расположенными в строчку, при этом погон нарукавный.
С отделением Корпуса морской пехоты от ВМФ, чтобы стать независимым родом войск ВСУ с 23 мая 2023 г., плечевые и нарукавные знаки различия, используемые Корпусом, унаследованным от ВМФ после его разделения, приняты одновременно с остальными. Силы будут использоваться временно, прежде чем будет введен новый набор дизайнов знаков различия.

### Воинские звания ВСУ (до 2016)
Система рангов была образована в марте 1992 года после принятия Закона Украины «О воинской обязанности и военной службе». Ранговая структура соответствовала оригинальной структуре военных рангов Советского Союза. Вооруженные силы Украины имели два типа рангов – армейские, которые используются сухопутными войсками и воздушными силами, и морские – для ВМС.
| Армейские звания | Армейские звания      | Корабельные звания | Корабельные звания | Корабельные звания |
| Погон            | Звание                | Погон              | Звание             | Нарукавный знак    |
| ---------------- | --------------------- | ------------------ | ------------------ | ------------------ |
|                  | Генерал армии Украины | -                  | -                  | -                  |
|                  | Генерал-полковник     |                    | Адмирал            |                    |
|                  | Генерал-лейтенант     |                    | Вице-адмирал       |                    |
|                  | Генерал-майор         |                    | Контр-адмирал      |                    |

| Армейские звания          | Армейские звания          | Корабельные звания        | Корабельные звания        | Корабельные звания        |
| Погон                     | Звание                    | Погон                     | Звание                    | Нарукавный знак           |
| Старший офицерский состав | Старший офицерский состав | Старший офицерский состав | Старший офицерский состав | Старший офицерский состав |
| ------------------------- | ------------------------- | ------------------------- | ------------------------- | ------------------------- |
|                           | Полковник                 |                           | Капитан 1-го ранга        |                           |
|                           | Подполковник              |                           | Капитан 2-го ранга        |                           |
|                           | Майор                     |                           | Капитан 3-го ранга        |                           |
|                           | Младший офицерский состав |                           |                           |                           |
|                           | Капитан                   |                           | Капитан-лейтенант         |                           |
|                           | Старший лейтенант         |                           | Старший лейтенант         |                           |
|                           | Лейтенант                 |                           | Лейтенант                 |                           |
|                           | Младший лейтенант         |                           | Младший лейтенант         |                           |

| Армейские звания              | Армейские звания              | Корабельные звания            | Корабельные звания            | Корабельные звания            |
| Погон                         | Звание                        | Погон                         | Звание                        |                               |
| Сержантско-старшинский состав | Сержантско-старшинский состав | Сержантско-старшинский состав | Сержантско-старшинский состав | Сержантско-старшинский состав |
| ----------------------------- | ----------------------------- | ----------------------------- | ----------------------------- | ----------------------------- |
|                               | Старший прапорщик             |                               | Старший мичман                |                               |
|                               | Прапорщик                     |                               | Мичман                        |                               |
|                               | Старшина                      |                               | Главный корабельный старшина  |                               |
|                               | Старший сержант               |                               | Главный старшина              |                               |
|                               | Сержант                       |                               | Старшина 1-й статьи           |                               |
|                               | Младший сержант               |                               | Старшина 2-й статьи           |                               |
|                               | Рядовой состав                |                               |                               |                               |
|                               | Старший солдат                |                               | Старший матрос                |                               |
|                               | Солдат                        |                               | Матрос                        |                               |

### Экспериментальные знаки 2009 года
Первый выпуск Учебного центра сержантского состава Вооруженных сил Украины в Харькове вместе с тем стали первыми профессиональными сержантами, получившими принципиально новые знаки различия на погонах.
Это нововведение было направлено на приближение стандартов НАТО. До 2009 года украинские военнослужащие использовали военные знаки отличия советской модели. Предлагаемые погоны генералов имели количество звезд, как и в большинстве стран-членов НАТО. Также предлагаемая система знаков различения делала возможным ввод новых рангов, таких как бригадный генерал и новые типы сержантов. Погоны генералов должны были иметь скрещенные булавы, которые были клейнодами (регалиями) гетмана, полковников и Кошевого атамана.
Эти экспериментальные знаки различия не приобрели широкое применение и были довольно быстро заброшены. До 2015 года Вооружённые силы продолжали использовать знаки различения и систему рангов советского стиля, хотя в случае Сухопутных войск и Воздушных сил старые знаки различия офицерского корпуса остались, а предложение 2009 для подофицерского состава получило широкое признание и таким образом заменило.
| Новые знаки различия сухопутных войск и воздушных сил Украины | Новые знаки различия ВМС Украины |
| ------------------------------------------------------------- | -------------------------------- |
|                                                               |                                  |

## Знаки различия
С 2016 года используются обновлённые знаки различия ВС Украины:
| Петличные знаки в ВС Украины с 2016 года | Петличные знаки в ВС Украины с 2016 года | Петличные знаки в ВС Украины с 2016 года | Петличные знаки в ВС Украины с 2016 года        | Петличные знаки в ВС Украины с 2016 года | Петличные знаки в ВС Украины с 2016 года | Петличные знаки в ВС Украины с 2016 года | Петличные знаки в ВС Украины с 2016 года                    | Петличные знаки в ВС Украины с 2016 года      | Петличные знаки в ВС Украины с 2016 года | Петличные знаки в ВС Украины с 2016 года | Петличные знаки в ВС Украины с 2016 года |
| ---------------------------------------- | ---------------------------------------- | ---------------------------------------- | ----------------------------------------------- | ---------------------------------------- | ---------------------------------------- | ---------------------------------------- | ----------------------------------------------------------- | --------------------------------------------- | ---------------------------------------- | ---------------------------------------- | ---------------------------------------- |
|                                          |                                          |                                          |                                                 |                                          |                                          |                                          |                                                             |                                               |                                          |                                          |                                          |
|                                          |                                          |                                          |                                                 |                                          |                                          |                                          |                                                             |                                               |                                          |                                          |                                          |
| Сухопутные войска (общевойсковая)        | Механизированные войска                  | Танковые войска                          | Аэромобильные войска                            | Ракетные войска и артиллерия             | Инженерные войска                        | Войска связи                             | Войска радиационной, химической и бактериологической защиты | Части и подразделения радиоэлектронной борьбы | Юридическая служба                       | Части и подразделения логистики          |                                          |
|                                          |                                          |                                          |                                                 |                                          |                                          |                                          |                                                             |                                               |                                          |                                          |                                          |
| Автомобильные и дорожные войска          | Медицинская служба                       | Военные дирижеры и музыканты             | Военная служба правопорядка в Вооруженных силах | Служба военных сообщений                 | Военно-топографическая служба            | Авиация                                  | Зенитно-ракетные войска Воздушных сил                       | Радиотехнические войска Воздушных сил         | Морская пехота                           |                                          |                                          |
|                                          |                                          |                                          |                                                 |                                          |                                          |                                          |                                                             |                                               |                                          |                                          |                                          |